# Polski Kontyngent Wojskowy w Republice Środkowoafrykańskiej (Sangaris)
Polski Kontyngent Wojskowy do wzmocnienia sił Republiki Francuskiej w Republice Środkowoafrykańskiej – wydzielony komponent Sił Powietrznych, przeznaczony do wsparcia lotniczego wojsk francuskich operujących w Republice Środkowoafrykańskiej w 2014 roku.

## Historia
W kwietniu 2013 doszło do upadku rządu Bozize, w wyniku czego Republika Środkowoafrykańska stała się państwem upadłym, pozbawionym władzy centralnej w którym dochodziło do ciągłych walk. Sytuacja zaniepokoiła Radę Bezpieczeństwa ONZ, która od października 2013 do stycznia 2014 przyjęła szereg rezolucji autoryzujących działania pokojowe organizacji międzynarodowych, zmierzających do ustanowienia pokoju w Republice. W skład tych sił 6 grudnia 2013 weszły wojska francuskie, prowadzące operację "Sangaris". 17 grudnia 2013 wsparcie dla Francji zadeklarował polski rząd, w styczniu 2014 zdecydowano o przekształceniu operacji francuskiej we wspólną operację Unii Europejskiej.
Polska zadeklarowała wsparcie w postaci kontyngentu wojskowego złożonego z sił i środków z 33 Bazy Lotnictwa Transportowego w Powidzu:
- 1 samolotu transportowego C-130E Hercules (dodatkowo w Powidzu utrzymywany był w gotowości drugi Hercules),
- dwie czteroosobowe załogi,
- personel naziemny.

Łącznie 34 żołnierzy.
1 lutego 2014 Hercules polskich Sił Powietrznych wyleciał do bazy francuskiego lotnictwa transportowego Orléans-Bricy, którą wyznaczono na miejsce stacjonowania PKW. Do zadań polskiego kontyngentu należał transport żołnierzy i wyposażenia do bazy w Bangi dla francuskich sił zbrojnych wspierających działania wojsk MISCA w Republice Środkowoafrykańskiej.
Kontyngent formalnie zakończył swoją misję 25 kwietnia 2014. W czasie trzymiesięcznej służby polscy lotnicy przemierzyli dystans 100 tysięcy kilometrów, w powietrzu spędzili 211 godzin, przetransportowali ponad 80 ton ładunku.